# Noraglass
Nora Glassfabrik AB, mer känt som Noraglass; av företaget skrivet NoraGlass, är ett företag i Nora som tillverkar glass.
Företaget grundades 1923, då Selma Gerdin började tillverka glass för att sälja tillsammans med de våfflor hon åkte runt och sålde på olika marknader. Sedan 2008 ägs företaget av Anders och Lena Kadesjö. I dag (2014) är Anders Erik Nils Kadesjö VD.
Glassen säljs dagsfärsk och tillagas efter ett hemligt recept . I dag (2014) finns butiken på Storgatan i Nora, öppen april–september. I Sveriges godaste glass så kom Noraglass tvåa efter Rättviksglass.
Företaget utnämndes 2011 till årets företagare av Nora kommun och organisationen Företagarna. Pristagarna fick ett stipendium på 10 000 svenska kronor. Företaget belönades 2014 med Centerpartiets i Nora guldklöverdiplom. I pressmeddelandet skrev Centerpartiet att företaget "har vårdat och utvecklat ett av Noras bästa varumärken under en rad av år". Företaget fick också priset för att det under sommarhalvåret anställer många ungdomar för att sälja glassen.